# 蒙皮立手球
蒙皮立手球（法語：Montpellier Handball），原名為蒙皮立凝聚手球，是位於法國蒙皮立的手球俱樂部。蒙皮立是唯一曾在歐洲手球冠軍聯賽奪冠的法國俱樂部。

## 成績
- LNH一級: (14)
  - 冠軍: 1994–95、1997–98、1998–99、1999–00、2001–02、2002–03、2003–04、2004–05、2005–06、2007–08、2008–09、2009–10、2010–11、2011–12
- 歐洲手球冠軍聯賽: (2)
  - 冠軍: 2002–03、2017–18
- 法國盃: (13)
  - 冠軍: 1998–99、1999–2000、2000–01、2001–02、2002–03、2004–05、2005–06、2007–08、2008–09、2009–10、2011–12、2012–13、2015–16
- 法甲盃: (10)
  - 冠軍: 2003−04、2004−05、2005−06、2006−07、2007−08、2009−10、2010−11、2011–12、2013–14、2015–16
- Trophée des Champions: (3)
  - 冠軍: 2009–10、2010–11、2017–18
- Championnat de France N1B
  - 第一名: 1991–92
- Championnat de France Nationale 2
  - 第一名: 1988–89、1999–00 (rés.)
- Championnat de France Nationale 3
  - 第一名: 1987–88

## 外部連結
- 官方网站